# 曹勖
曹勖（1901年—1951年）中华民国军事人物，中将，湖北京山人。黄埔军校毕业。1933年10月入伍，曾参加围剿中央苏区，1938年任第98军193师副师长，参加武汉会战，后先后任第6战区鄂中游击第7纵队司令、鄂中游击指挥官兼第5战区游击第6纵队司令兼任湖北省第3区行政督察专员、湖北省军管区兵役督导专员、湖北省京山县县长、湖北省第3区行政督察专员兼保安司令。1947年11月辞职，1949年9月先后任湖北绥靖总司令部中将副总司令、第3兵团副司令官，后离职到重庆，12月任西南第1路游击总指挥部中将高参，12月26日在成都投降中共，任解放军第2高级步兵学校教员。1951年在湖北京山被处决，1981年平反。